# Memorial Van Damme 2009
De Memorial Van Damme 2009 was een atletiektoernooi dat op 4 september 2009 plaatsvond. Het was de 33ste editie van de Memorial Van Damme. Deze wedstrijd, onderdeel van de IAAF Golden League, werd gehouden in het Koning Boudewijnstadion in Brussel.

## Uitslagen

### Mannen

#### 100 m
| rang   | atleet            | land | tijd    |
| ------ | ----------------- | ---- | ------- |
| Goud   | Asafa Powell      | JAM  | 9,90 s  |
| Zilver | Tyson Gay         | USA  | 10,00 s |
| Brons  | Darvis Patton     | USA  | 10,08 s |
| 4      | Mike Rodgers      | USA  | 10,09 s |
| 5      | Steve Mullings    | JAM  | 10,15 s |
| 6      | Michael Frater    | JAM  | 10,17 s |
| 7      | Lerone Clarke     | JAM  | 10,19 s |
| 8      | Simeon Williamson | GBR  | 10,21 s |
| 9      | Marc Burns        | TRI  | 10,25 s |

#### 200 m
| rang   | atleet            | land | tijd         |
| ------ | ----------------- | ---- | ------------ |
| Goud   | Usain Bolt        | JAM  | 19,57 s (MR) |
| Zilver | Wallace Spearmon  | USA  | 20,19 s      |
| Brons  | Ramil Guliyev     | AZE  | 20,47 s      |
| 4      | Brendan Christian | ANT  | 20,61 s      |
| 5      | Paul Hession      | IRL  | 20,65 s      |
| 6      | Trell Kimmons     | USA  | 20,84 s      |
| 7      | Martial Mbandjock | FRA  | 20,93 s      |
| 8      | Marco Cribari     | SUI  | 20,99 s      |
| 9      | Joris Haeck       | BEL  | 21,33 s      |

#### 400 m
| rang   | atleet          | land | tijd    |
| ------ | --------------- | ---- | ------- |
| Goud   | Jeremy Wariner  | USA  | 44,94 s |
| Zilver | Renny Quow      | TRI  | 45,55 s |
| Brons  | Michael Bingham | GER  | 45,70 s |
| 4      | David Gillick   | IRL  | 45,73 s |
| 5      | Martyn Rooney   | GBR  | 45,83 s |
| 6      | Chris Brown     | BAH  | 46,18 s |
| 7      | Sean Wrau       | AUS  | 46,27 s |
| 8      | Gary Kikaya     | COD  | 46,31 s |
| 9      | Antoine Gillet  | BEL  | 47,13 s |

#### 800 m
| rang   | atleet             | land | tijd    |
| ------ | ------------------ | ---- | ------- |
| Goud   | David Rudisha      | KEN  | 1.45,80 |
| Zilver | Alfred Yego        | KEN  | 1.46,36 |
| Brons  | Gary Reed          | CAN  | 1.46,82 |
| 4      | Joeri Borzakovski  | RUS  | 1.46,88 |
| 5      | Mbulaeni Mulaudzi  | RSA  | 1.47,15 |
| 6      | Nick Symmonds      | USA  | 1.47,16 |
| 7      | Boaz Lalang        | KEN  | 1.47,21 |
| 8      | Marcin Lewandowski | POL  | 1.47,55 |
| 9      | Bram Som           | NED  | 1.47,62 |
| 10     | Mohammed Al-Salhi  | KSA  | 1.48,97 |
|        | Reuben Bett        | KEN  | DNF     |
|        | Vincent Mumo Kiilu | KEN  | DNF     |

#### 5000 m
| rang   | atleet                | land | tijd          |
| ------ | --------------------- | ---- | ------------- |
| Goud   | Kenenisa Bekele       | ETH  | 12.55,31      |
| Zilver | Imane Merga           | ETH  | 12.55,66 (PB) |
| Brons  | Vincent Chepkok       | KEN  | 12.55,98 (PB) |
| 4      | Ali Abdosh            | ETH  | 12.56,53 (PB) |
| 5      | Josphat Bett          | KEN  | 12.57,43 (PB) |
| 6      | Joseph Ebuya          | KEN  | 12.58,16 (SB) |
| 7      | Matt Tegenkamp        | USA  | 12.58,56 (PB) |
| 8      | Lucas Rotich          | KEN  | 13.02,44      |
| 9      | Mike Kigen            | KEN  | 13.04,38 (SB) |
| 10     | Leonard Patrick Komon | KEN  | 13.05,71      |
| 11     | Mark Kiptoo           | KEN  | 13.10,94      |
| 12     | Mangata Ndiwa         | KEN  | 13.19,29      |
| 13     | Mo Farah              | GBR  | 13.22,33      |
| 14     | Jesús España          | ESP  | 13.23,12      |
| 15     | Abraham Chebii        | KEN  | 13.28,12      |
| 16     | Abera Kuma            | ETH  | 13.29,40 (PB) |
|        | Jacob Chesari         | KEN  | DNF           |
|        | Benson Esho           | KEN  | DNF           |
|        | Joseph Kiplimo        | KEN  | DNF           |
|        | Joseph Kosgei         | KEN  | DNF           |
|        | Thomas Longosiwa      | KEN  | DNF           |
|        | Chris Solinsky        | USA  | DNF           |
|        | Jonas Cheruiyot       | KEN  | DNS           |

#### 110 m horden
| rang   | atleet             | land | tijd    |
| ------ | ------------------ | ---- | ------- |
| Goud   | Ryan Brathwaite    | BAR  | 13,30 s |
| Zilver | Dwight Thomas      | JAM  | 13,38 s |
| Brons  | Joel Brown         | USA  | 13,39 s |
| 4      | William Sharman    | GBR  | 13,39 s |
| 5      | Petr Švoboda       | CZE  | 13,47 s |
| 6      | Artur Noga         | POL  | 13,48 s |
| 7      | Dexter Faulk       | USA  | 13,50 s |
| 8      | Damien Broothaerts | BEL  | 13,79 s |
| 9      | David Oliver       | USA  | DNS     |

#### 3000 m steeplechase
| rang   | atleet              | land | tijd         |
| ------ | ------------------- | ---- | ------------ |
| Goud   | Paul Kipsiele Koech | KEN  | 8.04,05      |
| Zilver | Richard Mateelong   | KEN  | 8.06,92      |
| Brons  | Jukka Keskisalo     | FIN  | 8.13,34      |
| 4      | Daniel Hyling       | USA  | 8.14,69 (PB) |
| 5      | Roba Gary           | ETH  | 8.15,50      |
| 6      | Mustafa Mohamed     | SWE  | 8.20,61      |
| 7      | Tareq Mubarak Taher | BRN  | 8.23,68      |
| 8      | Elijah Kipterege    | KEN  | 8.25,41      |
| 9      | Ruven               | RSA  | 8.26,12      |
| 10     | Abel Mutai          | KEN  | 8.28,21      |
| 11     | Mike Kipyego        | KEN  | 8.29,32      |
| 12     | Pieter Desmet       | BEL  | 8.31,80      |
| 13     | Krijn Van Koolwijk  | BEL  | 8.33,87      |
| 14     | Tomasz Szymkowiak   | POL  | 8.34,65      |
| 15     | Bustjan Buc         | SLO  | 8.46,18      |
|        | Ustad Kristensen    | NOR  | DNF          |
|        | David Langat        | KEN  | DNF          |
|        | Patrick Langat      | KEN  | DNF          |

#### speerwerpen
| rang   | atleet              | land | afstand |
| ------ | ------------------- | ---- | ------- |
| Goud   | Tero Pitkämäki      | FIN  | 86,23 m |
| Zilver | Andreas Thorkildsen | NOR  | 82,61 m |
| Brons  | Vadims Vasiļevskis  | LAT  | 82,42 m |
| 4      | Teemu Wirkkala      | FIN  | 81,61 m |
| 5      | Ainars Kovals       | LAT  | 81,15 m |
| 6      | Anti Ruuskanen      | FIN  | 78,24 m |
| 7      | Petr Frydrych       | CZE  | 76,80 m |
| 8      | Tom Goyvaerts       | BEL  | 76,32 m |
| 9      | Mike Hazle          | USA  | 76,13 m |
| 10     | Thomas Smet         | BEL  | 73,27 m |

#### 4 x 1500 m estafette
| rang   | land             | tijd          |
| ------ | ---------------- | ------------- |
| Goud   | Kenia            | 14.36,23 (WR) |
| Zilver | Gemengd team     | 14.44,31      |
| Brons  | Australië        | 14.46,92 (NR) |
| 4      | Verenigde Staten | 14.47,57      |
| 5      | Engeland         | 14.54,57 (NR) |
| 6      | België           | 15.16,86      |

Het Keniaanse team bestond uit: William Biwott, Gideon Gathimba, Geoffrey Rono, Augustine Choge.

### Vrouwen

#### 100 m
| rang   | atlete                  | land | tijd    |
| ------ | ----------------------- | ---- | ------- |
| Goud   | Carmelita Jeter         | USA  | 10,88 s |
| Zilver | Shelly-Ann Fraser       | JAM  | 10,98 s |
| Brons  | Kerron Stewart          | JAM  | 11,05 s |
| 4      | Veronica Campbell-Brown | JAM  | 11,10 s |
| 5      | Chandra Sturrup         | BAH  | 11,16 s |
| 6      | Kelly-Ann Baptiste      | TRI  | 11,26 s |
| 7      | Debbie Ferguson         | BAH  | 11,28 s |
| 8      | Sherone Simpson         | JAM  | 11,39 s |
| 9      | Olivia Borlée           | BEL  | 11,64 s |

#### 400 m
| rang   | atlete                 | land | tijd            |
| ------ | ---------------------- | ---- | --------------- |
| Goud   | Sanya Richards         | USA  | 48,83 s (WL,MR) |
| Zilver | Christine Ohuruogu     | GBR  | 50,43 s         |
| Brons  | Shericka Williams      | JAM  | 50,55 s         |
| 4      | Tatjana Firova         | RUS  | 50,80 s         |
| 5      | Debbie Dunn            | USA  | 50,83 s         |
| 6      | Antonina Krivosjapka   | RUS  | 51,05 s         |
| 7      | Novlene Williams-Mills | JAM  | 51,22 s         |
| 8      | Nicola Sanders         | GBR  | 51,38 s         |
| 9      | Monica Hargrove        | USA  | 51,78 s         |

#### 800 m
| rang   | atlete            | land | tijd    |
| ------ | ----------------- | ---- | ------- |
| Goud   | Anna Willard      | USA  | 1.59,14 |
| Zilver | Jemma Simpson     | GBR  | 1.59,40 |
| Brons  | Maria Savinova    | RUS  | 1.59,49 |
| 4      | Elisa Cusma       | ITA  | 1.59,75 |
| 5      | Mayte Martínez    | ESP  | 1.59,78 |
| 6      | Anna Rostkowska   | POL  | 2.00,08 |
| 7      | Oksana Zbrozhek   | RUS  | 2.00,65 |
| 8      | Marilyn Okoro     | GBR  | 2.01,68 |
| 9      | Maggie Vessey     | USA  | 2.01,88 |
| 10     | Yulia Krevsun     | UKR  | 2.02,95 |
|        | Natalya Tsyganova | RUS  | DNF     |

#### 2000 m
| rang   | atlete                | land | tijd    |
| ------ | --------------------- | ---- | ------- |
| Goud   | Gelete Burka          | ETH  | 5.30,19 |
| Zilver | Vivian Cheruiyot      | KEN  | 5.35,46 |
| Brons  | Mercy Cherono         | KEN  | 5.35,65 |
| 4      | Lidia Chojecka        | POL  | 5.38,44 |
| 5      | Anna Alminova         | RUS  | 5.40,99 |
| 6      | Milcah Chemos         | KEN  | 5.41,64 |
| 7      | Viola Kibiwot         | KEN  | 5.42,57 |
| 8      | Renata Plis           | POL  | 5.44,17 |
| 9      | Inis Chenonge         | KEN  | 5.44,51 |
| 10     | Anna Mishchenko       | UKR  | 5.46,36 |
| 11     | Natalya Yevdokimova   | RUS  | 5.47,34 |
| 12     | Siham Hilali          | MAR  | 5.47,93 |
| 13     | Almenesh Belete       | ETH  | 5.53,60 |
|        | Sonja Roman           | SLO  | DNF     |
|        | Christin Wurth-Thomas | USA  | DNF     |

#### 100 m horden
| rang   | atlete                  | land | tijd    |
| ------ | ----------------------- | ---- | ------- |
| Goud   | Brigitte Foster-Hylton  | JAM  | 12,48 s |
| Zilver | Priscilla Lopes-Schliep | CAN  | 12,49 s |
| Brons  | Delloreen Ennis-London  | JAM  | 12,71 s |
| 4      | Danielle Carruthers     | USA  | 12,99 s |
| 5      | Derval O'Rourke         | IRL  | 13,08 s |
| 6      | Eline Berings           | BEL  | 13,08 s |
| 7      | Tiffany Ofili           | USA  | 13,11 s |
| 8      | Lacena Golding-Clarke   | JAM  | 13,13 s |
| 9      | Elisabeth Davin         | BEL  | 13,17 s |

#### Hoogspringen
| rang   | atleet                | land | hoogte |
| ------ | --------------------- | ---- | ------ |
| Goud   | Blanka Vlašić         | CRO  | 2,00 m |
| Zilver | Anna Tsjitsjerova     | RUS  | 2,00 m |
| Brons  | Chaunté Howard        | USA  | 1,97 m |
| 4      | Svetlana Shkolina     | RUS  | 1,94 m |
| 5      | Antonietta di Martino | ITA  | 1,94 m |
| 6      | Marina Aitova         | KAZ  | 1,90 m |
| 7      | Ruth Beitia           | ESP  | 1,90 m |
| 8      | Emma Green            | SWE  | 1,90 m |
| 9      | Deirdre Ryan          | IRL  | 1,85 m |
| 9      | Jelena Slesarenko     | RUS  | 1,85 m |
| 11     | Irina Gordeeva        | RUS  | 1,85 m |
| 12     | Melanie Melfort       | FRA  | 1,85 m |

#### Polsstokhoogspringen
| rang   | atlete                | land | hoogte |
| ------ | --------------------- | ---- | ------ |
| Goud   | Jelena Isinbajeva     | RUS  | 4,70 m |
| Zilver | Monika Pyrek          | POL  | 4,70 m |
| Brons  | Silke Spiegelburg     | GER  | 4,70 m |
| 4      | Fabiana Murer         | BRA  | 4,70 m |
| 5      | Anna Rogowska         | POL  | 4,65 m |
| 6      | Kate Dennison         | GBR  | 4,50 m |
| 7      | Kristina Gadschiew    | GER  | 4,40 m |
| 7      | Chelsea Johnson       | USA  | 4,40 m |
| 7      | Aleksandra Kiryashova | RUS  | 4,40 m |
| 10     | Anna Battke           | GER  | 4,40 m |

#### Hink-stap-springen
| rang   | atlete              | land | afstand |
| ------ | ------------------- | ---- | ------- |
| Goud   | Yamilé Aldama       | SUD  | 14,27 m |
| Zilver | Trecia Smith        | JAM  | 14,23 m |
| Brons  | Nadezhda Alekhina   | RUS  | 14,16 m |
| 4      | Bijana Topic        | SRB  | 14,09 m |
| 5      | Anna Pjatych        | RUS  | 14,00 m |
| 6      | Dana Veldakova      | SLO  | 13,93 m |
| 7      | Svetlana Bolshakova | BEL  | 13,78 m |
| 8      | Teresa Nzola Meso   | FRA  | 13,66 m |

## Legenda
- AR = Werelddeelrecord (Area Record)
- MR = Evenementsrecord (Meeting Record)
- SB = Beste persoonlijke seizoensprestatie (Seasonal Best)
- PB = Persoonlijk record (Personal Best)
- NR = Nationaal record (National Record)
- ER = Europees record (European Record)
- WL = 's Werelds beste seizoensprestatie (World Leading)
- WJ = Wereld juniorenrecord (World Junior Record)
- WR = Wereldrecord (World Record)

1977 · 
1978 · 
1979 · 
1980 · 
1981 · 
1982 · 
1983 · 
1984 · 
1985 · 
1986 · 
1987 · 
1988 · 
1989 · 
1990 · 
1991 · 
1992 · 
1993 · 
1994 · 
1995 · 
1996 · 
1997 · 
1998 · 
1999 · 
2000 · 
2001 · 
2002 · 
2003 · 
2004 · 
2005 · 
2006 · 
2007 · 
2008 · 
2009 · 
2010 · 
2011 ·
2012 ·
2013 ·
2014 ·
2015 ·
2016 ·
2017 ·
2018 ·
2019 .
2020 .
2021 .
2022 .
2023 .
2024 .
2025